# Bathophilus nigerrimus
Bathophilus nigerrimus és una espècie de peix de la família dels estòmids i de l'ordre dels estomiformes.

## Morfologia
- Els mascles poden assolir 12,2 cm de longitud total.[4][5]

## Hàbitat
És un peix marí i d'aigües profundes.

## Distribució geogràfica
Es troba a l'Atlàntic oriental (davant les costes de Gibraltar i Sud-àfrica, i des del Sàhara Occidental fins al Gabon), la Mediterrània occidental, l'Atlàntic occidental (entre 20°N i 27°N, i des del Brasil fins a l'Argentina), l'Índic i el Pacífic.